# 大卫·弗鲁姆
大卫·弗鲁姆（/frʌm/，1960年6月30日—）是一位加拿大犹太裔美国時事評論員和乔治·沃克·布什的演讲撰稿人，现为《大西洋》资深编辑和MSNBC新闻撰稿人。